# Theuzi
Theuzi (łac. Diocesis Theuzitanus) – stolica historycznej diecezji w Cesarstwie rzymskim w prowincji Byzacena w Tunezji. Obecnie katolickie biskupstwo tytularne.

## Biskupi
| Lp. | Biskup                          | Funkcja                                    | Od              | Do                   |
| --- | ------------------------------- | ------------------------------------------ | --------------- | -------------------- |
| 1   | Eduardo Pedro Martínez y Dalmau | emerytowany biskup Cienfuegos (Kuba)       | 16 marca 1961   | 19 listopada 1987    |
| 2   | Antonio José López Castillo     | biskup pomocniczy Maracaibo (Wenezuela)    | 26 lutego 1988  | 1 sierpnia 1992      |
| 3   | José Luis Mollaghan             | biskup pomocniczy Buenos Aires (Argentyna) | 22 lipca 1993   | 17 maja 2000         |
| 4   | Jorge Solórzano Pérez           | biskup pomocniczy Managui (Nikaragua)      | 17 czerwca 2000 | 15 października 2005 |
| 5   | Andrzej Siemieniewski           | biskup pomocniczy wrocławski               | 5 stycznia 2006 | 28 czerwca 2021      |
| 6   | Bernardo Andrés Álvarez Tapia   | biskup pomocniczy Concepción (Chile)       | 23 lutego 2022  |                      |